# Luisão
Ânderson Luís da Silva (også kendt som Luisão) (født 13. februar 1981 i Amparo, Brasilien) er en brasiliansk fodboldspiller, der spiller som midterforsvarer hos den portugisiske ligaklub SL Benfica. Han har spillet for klubben siden 2003, hvor han kom til fra Cruzeiro i sit hjemland. Derudover har han optrådt for en anden brasiliansk klub, CA Juventus.
Luisão vandt den brasilianske pokalturnering med både CA Juventus og Cruzeiro. Efter skiftet til Benfica blev han i 2004 portugisisk pokalvinder og året efter også mester. 

## Landshold
Luisão står (pr. 10. november 2011) noteret for 43 kampe og tre scoringer for Brasiliens landshold, som han debuterede for i juli 2001. Han var en del af den trup der vandt guld ved først Copa América i 2004 og siden Confederations Cup i 2005. Derudover har han også deltaget ved Copa América i 2001, VM i 2006, Confederations Cup 2009 og VM i 2010.

## Personlige liv
Luisão har to lillebrødre ved navn Alex Silva og Andrei Silva. De 2 brødre er også fodboldspillere, og de spiller også som forsvarsspillere.

## Titler
Brasiliansk Pokalturnering
- 2000 med CA Juventus
- 2003 med Cruzeiro

Portugisisk Mesterskab
- 2005 med Benfica

Portugisisk Pokalturnering
- 2004 med Benfica

Copa América
- 2004 med Brasilien

Confederations Cup
- 2005 med Brasilien
- 2009 med Brasilien